# Ralph Neville, 1. Earl of Westmorland

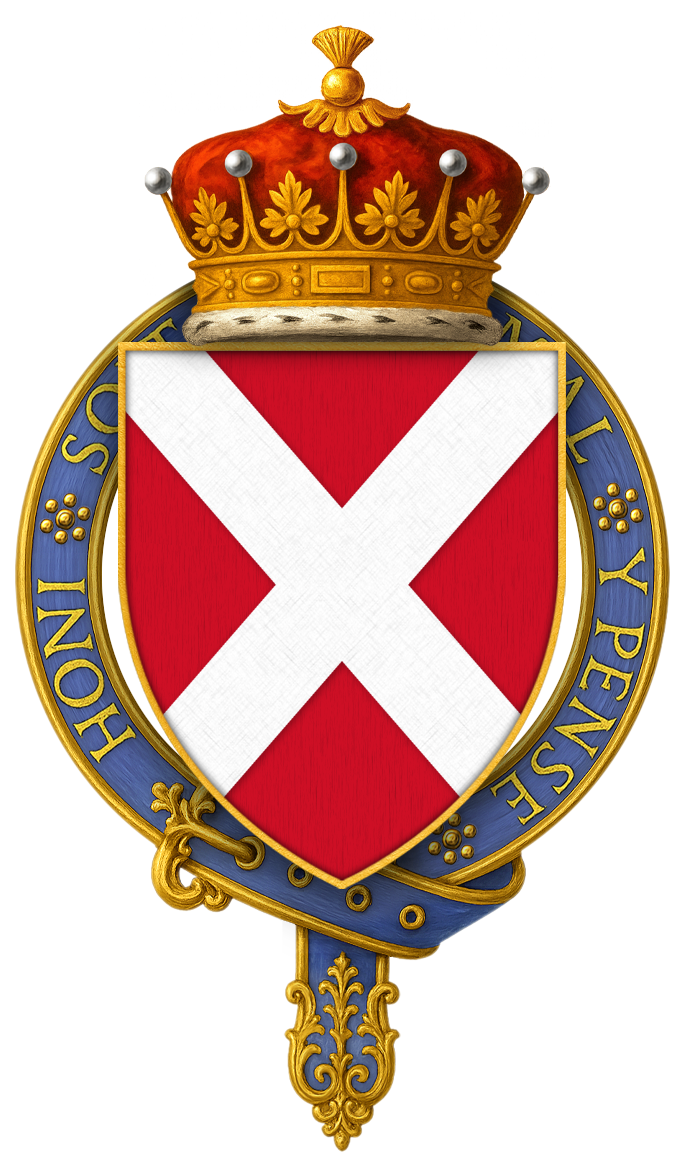
Wappen von Ralph Neville, 1. Earl of Westmorland

Ralph Neville, 1. Earl of Westmorland KG (* 1364 in Raby Castle, County Durham, England; † 21. Oktober 1425 ebenda), war ein englischer Adliger und Parteigänger des Lancaster-Königs Heinrich IV. Daneben war er aber auch Erzieher von Richard Plantagenet, dem späteren Hauptfeind der Lancasters.

## Leben
Ralph Neville war der Sohn von John Neville, 3. Baron Neville de Raby, der Admiral der königlichen Flotte war, und dessen Gattin Maud Percy. Nach dem Tod seines Vaters im Jahr 1388 erbte Ralph dessen Titel Baron Neville de Raby. Er war zunächst treuer Parteigänger von König Richard II. und sicherte für diesen die englische Nordgrenze gegen die Schotten (siehe Schlacht von Otterburn). Zur Belohnung erhielt er 1397 die Würde eines Earl of Westmorland. 1399 jedoch trat er für den Halbbruder seiner zweiten Frau, den neuen König Heinrich IV., ein, der sich gegen seinen Vetter Richard durchgesetzt hatte. Ralph Neville brachte es von 1400 bis 1412 zum Amt des "Earl Marshal", eines der neun höchsten Hofämter, und wurde 1402 in den Hosenbandorden aufgenommen. Auch für Heinrich IV. und seinen Sohn Heinrich V. hatte er vor allem als verlässlicher Verbündeter im unruhigen Norden des Landes Bedeutung. Nach dem Tod von Heinrich V. gehörte er zu den Regenten für dessen unmündigen Sohn Heinrich VI.
1415 nahm er Richard Plantagenet, den verwaisten Erben des Hauses York als königliches Mündel auf. Dieser wurde später Herzog von York und heiratete Ralphs Tochter Cecily.
Neben seiner politischen Tätigkeit ließ Ralph Neville viele Kirchen und das College von Staindrop errichten, wo ein sehenswertes Grabmal an ihn und seine beiden Frauen erinnert.

## Familie
Ralph Nevilles Bedeutung in der Geschichte resultiert auch aus seiner zahlreichen Kinderschar. 1382 heiratete er Margaret Stafford (* um 1364 in Brancepath; † 9. Juni 1396 in Raby;), die Tochter von Sir Hugh Stafford und Philippa de Beauchamp. Mit ihr hatte er neun Kinder:
- Maud Neville († Oktober 1438), ⚭ Peter Mauley, 5. Baron Mauley
- Alice Neville, ⚭ (1) Sir Thomas Grey of Heton, ⚭ (2) Sir Gilbert Lancaster
- Philippa Neville, ⚭ Thomas Dacre, 6. Baron Dacre
- John Neville, Lord Neville († 1420), ⚭ Elizabeth Holland (Haus Holland), Eltern von Ralph Neville, 2. Earl of Westmoreland
- Sir Ralph Neville († 25. Februar, 1458), ⚭ Mary Ferrers, Tochter des Robert de Ferrers, 2. Baron Ferrers of Wemme († 1396)
- Elizabeth Neville, Nonne
- Anne Neville, ⚭ Sir Gilbert Umfraville
- Margaret Neville († etwa 1465), ⚭ (1) Richard Scrope, 3. Baron Scrope of Bolton, ⚭ (2) William Cressoner
- Anastasia Neville

Nach dem Tod seiner Frau heiratete er am 29. November 1396 Joan Beaufort (1379–1440), eine Tochter von John of Gaunt, 1. Duke of Lancaster, und Catherine Swynford sowie Witwe des Robert de Ferrers, 2. Baron Ferrers of Wemme († 1396). Mit ihr hatte er vierzehn Kinder:
- Katherine Neville, ⚭ (1) John Mowbray, 2. Duke of Norfolk, ⚭ (2) Sir Thomas Strangways, ⚭ (3) John Beaumont, 1. Viscount Beaumont, ⚭ (4) John Woodville
- Richard Neville, 5. Earl of Salisbury
- Eleanor Neville, ⚭ (1) Richard le Despenser, 4. Baron Burghersh, ⚭ (2) Henry Percy, 2. Earl of Northumberland
- Robert Neville († 1457), Bischof von Durham
- William Neville, 1. Earl of Kent
- Edward Neville, 1. Baron Bergavenny
- Anne Neville, ⚭ Humphrey Stafford, 1. Duke of Buckingham
- Cecily Neville (1415–1495), ⚭ Richard Plantagenet, 3. Duke of York, Mutter der späteren englischen Könige Edward IV und Richard III.
- George Nevill, 1. Baron Latymer
- John Neville, starb als Kind
- Cuthbert Neville, starb als Kind
- Thomas Neville, starb als Kind
- Henry Neville, starb als Kind
- Joan Neville, Nonne

## Rezeption
William Shakespeare ließ ihn in seinem Stück Heinrich V. als „Westmoreland“ auftreten.